# Vingt-deux sanctuaires

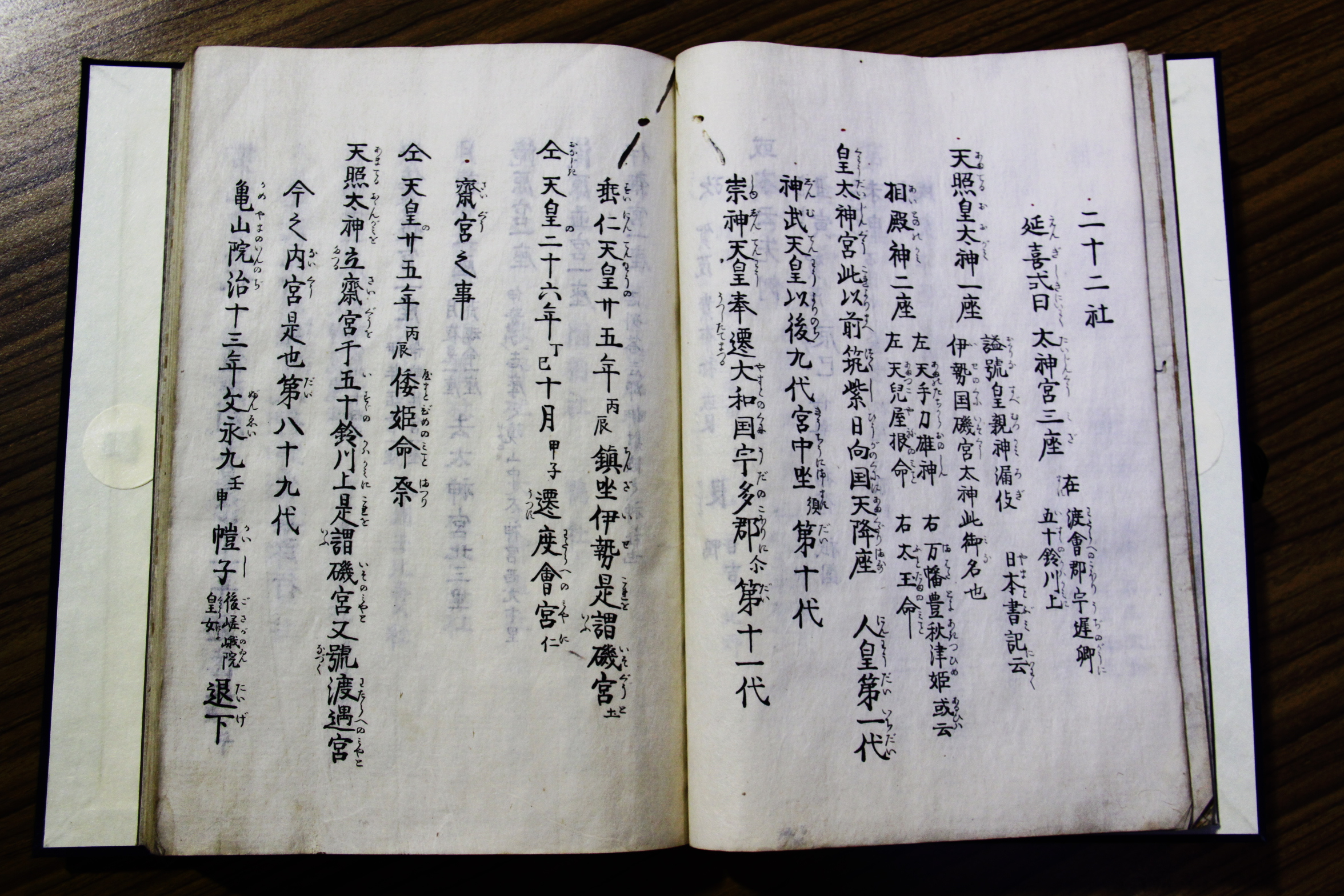
Manuscrit du Nijūnisha-chūshiki.

Les vingt-deux sanctuaires (二十二社, Nijūni-sha) du Japon est une liste de sanctuaires shinto mise en place au cours de l'époque de Heian (794-1185), en ce qu'ils reçoivent régulièrement des offrandes de la cour impériale, la plupart étant situés dans les environs de Kyoto, la capitale du Japon à l'époque.

## Fondation
Dans le cadre du système juridique du ritsuryō, les sanctuaires bénéficiant d'offrandes de la cour impériale lors de rites tels que le kinensai (祈年祭), un service de prière pour une bonne récolte, sont principalement choisis par le Engishiki Jinmyōchō (延喜式神名帳, Livre des noms de sanctuaires Engishiki), mais à partir du moment où le système Ritsuryō commence à se dégrader, les offrandes ne sont plus données qu'à quelques sanctuaires sélectionnés. 
En 965, l'empereur Murakami ordonne que des messagers soient envoyés pour informer les kamis gardiens du Japon des événements importants. Ces heihaku sont présentés à seize sanctuaires : 1. Ise ; 2. Iwashimizu ; 3. Kamo ; 4. Matsunoo ; 5. Hirano ; 6. Inari ; 7. Kasuga ; 8. Oharano ; 9. Miwa ; 10 : Isonokami ; 11. Ōyamato ; 12. Hirose ; 13. Tatsuta ; 14. Sumiyoshi ; 15. Nibu et 16. Kibune. 
En 991, l'empereur Ichijō ajoute trois sanctuaires : 17. Yoshida ; 18. Hirota ; et 19. Kitano. Puis, deux autres sont ajoutés, trois ans plus tard, en 994 : 20. Umenomiya et 21. Gion.
En 1039, l'empereur Go-Suzaku ordonne qu'un sanctuaire soit ajouté : le 22°. Hie, et ce nombre de sanctuaires désignés par l'empereur n'a plus été modifié depuis cette date.
Vers la fin de l'époque de Heian, il y a un mouvement pour ajouter le Itsukushima-jinja, mais cela ne se fait pas. Cependant, jusqu'à la fin de l'époque de Muromachi, la cour impériale continue d'y faire des offrandes, et au cours de l'époque d'Edo, des offrandes sont faites à la suite de catastrophes.

## Liste des sanctuaires
Lorsque les Nijūni-sha sont considérés comme un ensemble groupé, ils sont classiquement présentés par ordre de rang, et non pas en fonction de la séquence chronologique dans laquelle ils ont été désignés. Les trois groupes de rang proviennent d'un ensemble complexe de relations géopolitiques Heian.

### Sept sanctuaires supérieurs
| Nom du sanctuaire                     | Nom du sanctuaire                      | Nom actuel                                                        | Emplacement                  |
| ------------------------------------- | -------------------------------------- | ----------------------------------------------------------------- | ---------------------------- |
| Jingū (神宮)                          | Jingū (神宮)                           | Jingū (aussi Ise-jingū 伊勢神宮)                                  | Ise (préfecture de Mie)      |
| Iwashimizu Hachiman-gū (石清水八幡宮) | Iwashimizu Hachiman-gū (石清水八幡宮)  | Iwashimizu Hachiman-gū                                            | Yawata (préfecture de Kyoto) |
| Kamigamo-jinja (賀茂神社)             | Kamo-wakeikazuchi-jinja (賀茂別雷神社) | Kamo-wakeikazuchi-jinja autrement dit Kamigamo-jinja (上賀茂神社) | Kita-ku, Kyoto               |
| Kamigamo-jinja (賀茂神社)             | Kamo-mioya-jinja (賀茂御祖神社)        | Kamo-mioya-jinja autrement dit Shimogamo-jinja (下鴨神社)         | Sakyō-ku, Kyoto              |
| Matsunoo-jinja (松尾神社)             | Matsunoo-jinja (松尾神社)              | Matsunoo-taisha                                                   | Ukyō-ku, Kyoto               |
| Hirano-jinja (平野神社)               | Hirano-jinja (平野神社)                | Hirano-jinja                                                      | Kita-ku, Kyoto               |
| Inari-jinja (稲荷神社)                | Inari-jinja (稲荷神社)                 | Fushimi Inari-taisha (伏見稲荷大社)                               | Fushimi-ku, Kyoto            |
| Kasuga-jinja (春日神社)               | Kasuga-jinja (春日神社)                | Kasuga-taisha                                                     | Nara, préfecture de Nara     |

### Sept sanctuaires du milieu
| Nom du sanctuaire          | Nom actuel       | Emplacement         |
| -------------------------- | ---------------- | ------------------- |
| Ōharano-jinja (大原野神社) | Ōharano-jinja    | Nishikyō-ku, Kyoto  |
| Ōmiwa-jinja (大神神社)     | Ōmiwa-jinja      | Sakurai, Nara       |
| Isonokami-jinja (石上神社) | Isonokami-jingū  | Tenri, Nara         |
| Ōyamato-jinja (大和神社)   | Ōyamato-jinja    | Tenri, Nara         |
| Hirose-jinja (廣瀬神社)    | Hirose-jinja     | Kawai, Nara         |
| Tatsuta-jinja (龍田神社)   | Tatsuta-taisha   | Sangō, Nara         |
| Sumiyoshi-jinja (住吉神社) | Sumiyoshi-taisha | Sumiyoshi-ku, Osaka |

### Huit sanctuaires inférieurs
| Nom du sanctuaire                | Nom actuel | Emplacement                                         |
| -------------------------------- | --- | --------------------------------------------------- |
| Hie-jinja (日吉神社)             | Hiyoshi-taisha | Otsu, Shiga                                         |
| Umenomiya-jinja (梅宮神社)       | Umenomiya-taisha | Ukyō-ku, Kyoto                                      |
| Yoshida-jinja (吉田神社)         | Yoshida-jinja | Sakyō-ku, Kyoto                                     |
| Hirota-jinja (廣田神社)          | Hirota-jinja | Nishinomiya (préfecture de Hyōgo)                   |
| Gion-sha (祇園社)                | Yasaka-jinja (八坂神社) | Higashiyama-ku, Kyoto                               |
| Kitano-jinja (北野神社)          | Kitano Tenman-gū (北野天満宮) | Kamigyō-ku, Kyoto                                   |
| Niukawakami-jinja (丹生川上神社) | *Niukawakami-jinja Shimosha (sanctuaire inférieur) Niukawakami-jinja Nakasha (sanctuaire du milieu) *Niukawakami-jinja Kamisha (sanctuaire supérieur) | Shimoichi, Nara Higashiyoshino, Nara Kawakami, Nara |
| Kifune-jinja (貴船神社)          | Kifune-jinja | Sakyō-ku, Kyoto                                     |

- Note : lorsque les Nijūni-sha sont choisis, l'actuel Niukawakami Nakasha est l'unique sanctuaire. Il ne devient « sanctuaire du milieu » (nakasha) qu'après que les sanctuaires de Shimoichi et de Kawakami lui ont été unis.